# Bedlingtonterrier
Bedlington terrier er en hunderace. Det er en af mange hunderacer af typen terrier, og den er opkaldt efter minebyen Bedlington, Northumberland i North East England.
| Dyr | Spire Denne artikel om dyr er en spire som bør udbygges. Du er velkommen til at hjælpe Wikipedia ved at udvide den. |